# Cantonul Thouarcé
Cantonul Thouarcé este un canton din arondismentul Angers, departamentul Maine-et-Loire, regiunea Pays de la Loire, Franța.

## Comune
- Les Alleuds
- Beaulieu-sur-Layon
- Brissac-Quincé
- Champ-sur-Layon
- Chanzeaux
- Charcé-Saint-Ellier-sur-Aubance
- Chavagnes
- Faveraye-Mâchelles
- Faye-d'Anjou
- Luigné
- Notre-Dame-d'Allençon
- Rablay-sur-Layon
- Saint-Lambert-du-Lattay
- Saulgé-l'Hôpital
- Thouarcé (reședință)
- Valanjou
- Vauchrétien